# 1000 퍼센트
1000 퍼센트(1000 percent) 또는 1000%는 문자 그대로 기존 백분율에 10을 곱한 것이다. 상당한 강조나 열렬한 지지를 의미하기 위해 사용된다. 1972년 미국 대통령 선거에서 대통령 후보 조지 맥거번에 의해 사용된 표현으로, 그는 토머스 이글턴을 런닝메이트(부통령 후보)로 지명하면서 "1000 퍼센트" 믿는다고 공언하였으나 잇따르는 스캔들로 인해 이 공언을 어기고 런닝메이트 지명을 취하시켰다. 커뮤니케이션 전문가 유딧 트렌트와 지미 트렌트는 기자 시어도어 H. 화이트가 이를 두고 "아마 대통령 후보가 한 가장 위해를 준 하나의 실례"라고 언급한 것에 동의하였다.

## 그 밖의 사용
이 표현은 1972년 전에도 미국 정치인들에 의해 빈정대지 않는 방식으로 정치적 제안에 상당한 지지를 표하기 위해 사용되었다. 이를테면 은퇴한 대통령 해리 트루먼은 1957년 회고록에 이를 사용하였다.

### 미디어
대한민국에서는 PRODUCE 48에서 노래 제목으로 사용되었다.